# Schronisko (jaskinia)

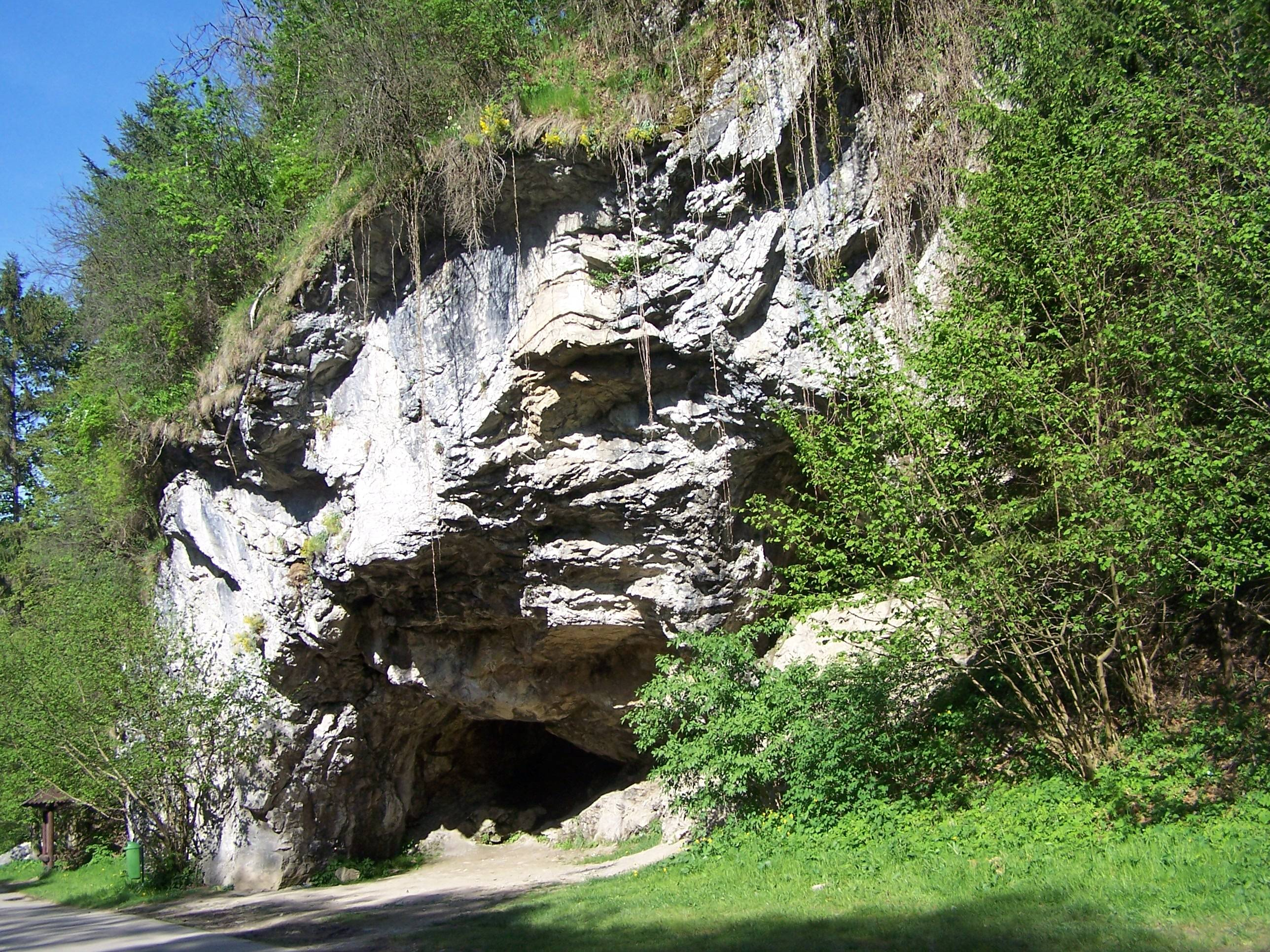
Schron zwany Grotą Zyblikiewicza przy Drodze Pienińskiej

Schronisko, schron, schron jaskiniowy – rodzaj obiektu jaskiniowego. Zgodnie z przyjętą przez Polskie Towarzystwo Przyjaciół Nauk o Ziemi, a zatwierdzoną przez Ministerstwo Ochrony Środowiska, Zasobów Naturalnych i Leśnictwa, instrukcją wykonywania dokumentacji jaskiń, jest to próżnia skalna oświetlona w całości światłem dziennym, bez względu na jej długość, ze stropem izolującym od opadów atmosferycznych.
Dawniej za schronisko uznawano jaskinię o łącznej długości korytarzy poniżej 10 m. Używane czasami określenie grota jest obecnie uważane za nieprawidłowe.